# Drama (película)
Drama es una película chilena del 2010. Es la primera película dirigida por Matías Lira.
El filme cuenta la historia de tres jóvenes actores: Mateo, interpretado por Eusebio Arenas, Ángel por Diego Ruiz y María, por Isidora Urrejola que comienzan a experimentar con sus propias vidas en busca de emociones y situaciones reales para llevar al escenario, sobrepasando límites que nadie imaginó.

## Argumento
Mateo, Ángel y María son tres jóvenes estudiantes de teatro influenciados por su profesor, Dante, llevan a cabo la técnica “Artodiana” creada por el francés Antonin Artaud buscando una reacción real como el dolor y el sufrimiento y los envía a la calle a buscar experiencias para luego representarlas en la clase.

## Reparto
- Eusebio Arenas como Mateo.
- Isidora Urrejola como María.
- Diego Ruiz como Ángel.
- Jaime McManus como Dante.
- Fernanda Urrejola como Madre de Mateo/Julieta.
- Alejandro Goic como Padre de Mateo.
- Eduardo Paxeco como Johnny.
- Benjamín Vicuña como Max.
- Diego Muñoz como Romeo.
- Cristóbal Tapia-Montt como Montesco.
- Diego Casanueva como Príncipe.
- Alejandro Trejo como Don Tonny.
- Carlos Saxton como el Almirante (La oreja)

## Recepción
La crítica chilena fue negativa. Andrés Nazarala de La Segunda dijo: «Es que, más que impactante, es hilarante ver a jóvenes en situaciones extremas en el nombre de Artaud, sin una mayor profundización en el tema. Con un cimiento de este tipo, todo lo que se construye termina siendo ridículo». Gabriela González de CineChile dijo: «[...] si la idea era realizar una crítica al snob ambiente teatral, faltaron argumentos. Si por el contrario se quiso dar cuenta de una generación conflictuada, inmersa en situaciones familiares complejas, también faltaron argumentos y si siendo ingeniosos al intentar responder a esa interrogante pensamos que Lira quizó (sic) escenificar y difundir los postulados de Artaud, evidentemente también faltaron argumentos». Jorge Morales de Mabuse dijo: «Si algo a favor se puede decir de Drama, o mejor dicho, si algo motiva que se discuta y escriba sobre ella, es que se trata de una película realizada con esmero, con una dirección de arte llena de detalles –no siempre creíbles- y la apreciable fotografía de Miguel Joan Littin. Sin embargo, la dedicación no valida el esfuerzo. Por el contrario, hace más duro y trágico el porrazo».
Sin embargo, la crítica extranjera fue más positiva. John Anderson de Variety dijo: «[...] el incluir la historia chilena reciente en una película que emana tanto libertinaje y juventud resulta ser bastante poderoso. Los valores de producción son buenos, sobre todo el estimulante trabajo de la directora de arte Estefania Larrain». Céline Masfrand de Le Petit Journal dijo «Un guion que sostiene un juego de actores muy bien hecho y sobre todo "una gran cantidad de conocimiento sobre el mundo y los tormentos de los actores", hace que esta primera película sea un éxito y que Matías Lira sea un director a seguir». Gaspard Granaud de Pop And Films dijo: «Una película sensual y habitada que hace que la cabeza del público dé vueltas».